# Vindex le vengeur
Vindex le vengeur  est une série espagnole créée par Serrano (titre original : El Duende, le Démon) parue dans sa propre revue pendant 60 numéros à partir de 1961. En France seuls neuf épisodes furent publiés dans la bande dessinée Pirates (revue).

## Présentation
Vindex est un justicier masqué, vivant dans son mystérieux « Château des Brumes » en compagnie de son chien-loup Velox. Il se bat contre des savants fous, comme Chung-Lang, le Chinois, ou des tyrans assoiffés de pouvoirs.
Bien qu'il ne dispose pas de pouvoirs particuliers, il se présente à ses ennemis comme un surhomme grâce à un entrainement physique hors du commun et une intelligence particulièrement aiguisée. 
Scientifique chevronné, il est entre autres l'inventeur de la machine à rayons V qui lui permet de guérir de ses blessures en quelques instants et d'une machine lui permettant de rester presque éternellement jeune. De fait, il est âgé de plus de 300 ans (il serait né le 3 avril 1637). 
Une journaliste, Laura Ralton, considérée comme la spécialiste de Vindex, tente d'en savoir plus sur cet homme énigmatique. Mais admise dans l'antre du vengeur pour le sauver d'une blessure par balle, elle accepte de ne rien révéler de ce qu'elle a vu.

## Parution
Pirates (revue) du n° 37 à 45.